# Poluprikolica
Poluprikolica je vučeno priključno vozilo koje je predviđeno da bude priključeno vučnom motornom vozilu. Za vrijeme vuče oslonjena je svojim prednjim dijelom na vučno vozilo (tegljač), prenoseći tako dio svoje težine na stražnji kraj tegljača. Ima jednu ili više osovina s kotačima koji mogu biti jednostruki i dvostruki.
Poluprikolice se mogu podijeliti na:
- teretne poluprikolice
- specijalne poluprikolice (kontejneri, hladnjače, cisterne...)

Teretne poluprikolice
Prostor za ukrcaj tereta je kod većine poluprikolica je u obliku sanduka s jednom ili više bočnih stranica koje se otvaraju i na taj način omogućavaju istovar i utovar tereta. Nosivost ovih poluprikolica se kreće od 6,5-50 tona.